# Felhő a tó felett
A Felhő a tó felett a Vízipók-csodapók című rajzfilmsorozat harmadik évadának ötödik epizódja. A forgatókönyvet Kertész György írta.

## Cselekmény
A Vízipók egy véletlen baleset folytán tudja meg, hogy az iszapos tófenéknek is vannak lakói: nem állandó lakók, csak időszakosak.

## Alkotók
- Rendezte: Szabó Szabolcs, Haui József
- Írta: Kertész György
- Dramaturg: Szentistványi Rita
- Zenéjét szerezte: Pethő Zsolt
- Főcímdalszöveg: Bálint Ágnes
- Ének: ?
- Operatőr: Magyar Gyöngyi, Pugner Edit
- Hangmérnök: Bársony Péter
- Hangasszisztens: Zsebényi Béla
- Effekt: Boros József
- Vágó: Czipauer János, Völler Ágnes
- Háttér: N. Csathó Gizella
- Rajzolták: Kricskovics Zsuzsa, Szűcs Édua, Vágó Sándor
- Kihúzók és kifestők: Jávorka Márta, Kiss Mária, Rouibi Éva
- Asszisztens: Hajdu Mariann, Halasi Éva, Varró Lászlóné
- Színes technika: Szabó László
- Felvételvezető: Gödl Beáta
- Gyártásvezető: Vécsy Veronika
- Produkciós vezető: Mikulás Ferenc

- A laboratóriumi munkák a Magyar Filmlaboratórium Vállalatnál készültek
- Készítette a Magyar Televízió megbízásából a Pannónia Filmstúdió

## Szereplők
- Vízipók: Pathó István
- Keresztespók: Harkányi Endre
- Fülescsiga: Móricz Ildikó
- Rózsaszín vízicsiga: Géczy Dorottya
- Kék vízicsiga: Felföldi Anikó
- Katica: Gyurkovics Zsuzsa
- Levelibéka: Mikó István
- Árvaszúnyog lárvák: Földessy Margit, Némedi Mari, Pálos Zsuzsa